# Chamerau
Chamerau er en kommune i Landkreis Cham i Regierungsbezirk Oberpfalz i den østlige del af den tyske delstat Bayern, med knap 2.700 indbyggere.

## Geografie
Kommunen ligger i udkanten af Bayerischer Wald, få kilometer øst for landkreisens administrationsby Cham.

### Inddeling
Kommunen har 20 landsbyer og bebyggelser
| - Chamerau - Bärndorf - Breitensteinmühle - Gilling - Gillisberg - Grüben - Haidstein - Hochwies - Hörwalting - Kollmitz | - Lederdorn - Meinzing - Moos - Roßbach - Roßberg - Staning - Urleiten - Waldhäusl - Wallmering - Wölsting |

## Historie
Chamerauerne, var en adelsslægt med besiddelser i Oberen Bayerischen Wald, havde deres stamsæde Chamerau fra det 11. til det 15. århundrede.